# Иткулов, Салават Гильмишарифович
Салават Гильмишарифович Иткулов (род. 23 июня 1952, Лучшево, Кемеровская область) — российский политический деятель, депутат Государственной думы пятого созыва (2007—2011).

## Биография
В 1974 г. окончил Новосибирский сельскохозяйственный институт, в 1986 г. — Новосибирскую высшую партийную школу, кандидат экономических наук (тема диссертации — «Формирование экономического механизма реализации социальной миссии потребительской кооперации»).
Избирался депутатом Совета народных депутатов Кемеровской области; с 2006 г. — глава Кемеровского областного отделения Аграрной партии России.

### Депутат госдумы
2 декабря 2007 г. избран депутатом Государственной Думы РФ пятого созыва в составе федерального списка кандидатов, выдвинутого Всероссийской политической партией «Единая Россия».